# Natkiškiai
Natkiškiai (deutsch Nattkischken) ist ein Dorf im litauischen Bezirk Tauragė. Der Ort ist Zentrum des Amtsbezirks (Seniūnija) Natkiškiai und gehört zur Gemeinde Pagėgiai.

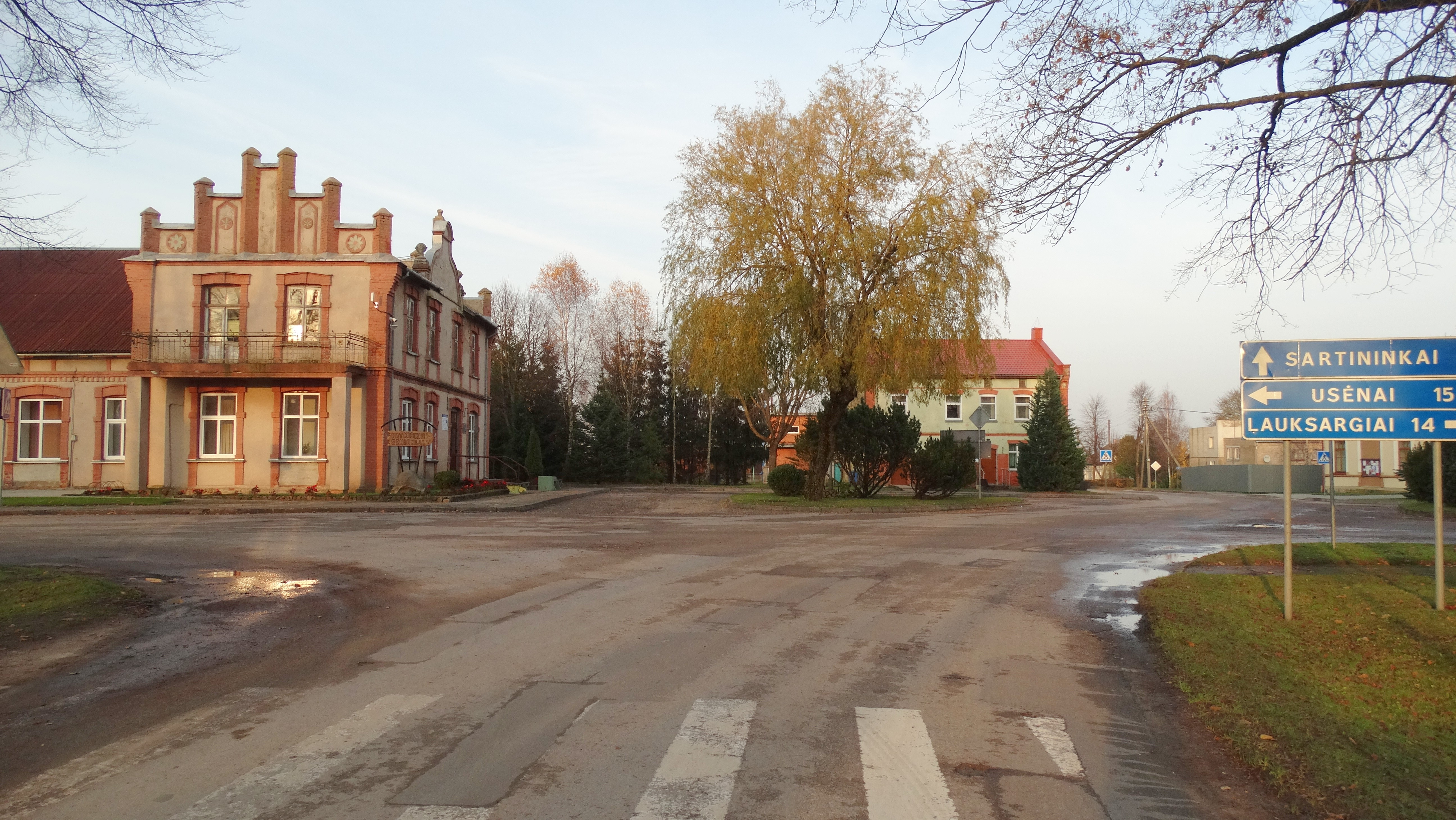
Ortszentrum von Natkiškiai

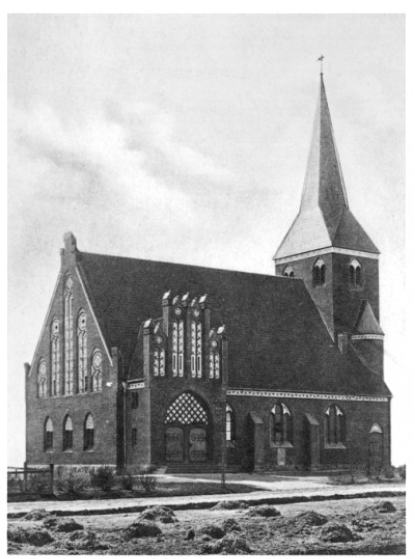
Die 1944 zerstörte evangelische Kirche von Nattkischken

## Geographische Lage
Natkiškiai liegt im Südwesten Litauens, im ehemaligen Memelland, etwa elf Kilometer nördlich des Gemeindesitzes Pagėgiai. Durch das Dorf verläuft die Straße 4201, über welche der Ort von Pagėgiai aus zu erreichen ist.

## Ortsname
Der Name weist auf Bewuchs mit Brennnesseln und auf die Lage an einer Flussbiegung: prußisch „natis“ = Nessel, und „kiska“ = Flusswindung, auch Kniekehle.

## Geschichte
Der Ort wurde vor 1740 gegründet und war (vermutlich) seit 1874 Sitz eines Amtsbezirkes im (Land)kreis Tilsit. Nattkischken hatte seit 1904 eine evangelisch-lutherische Kirche, eine Jubiläumskirche im neugotischen Stil, die 1944 zerstört wurde. Im Jahr 1920 erfolgte die Eingliederung in den Landkreis Pogegen (litauisch Pagėgių apskritis). Von 1939 bis 1944 befand sich der Ort im Landkreis Tilsit-Ragnit. Die Kirche wurde 1944 zerstört.
Nach der Eingliederung in die Litauische Sozialistische Sowjetrepublik war Natkiškiai zunächst Sitz einer Gemeinde (lit. valsčius) im Landkreis Pagėgiai (lit. Pagėgių apskritis). Im Jahr 1950 wurden Gemeinde und Landkreis aufgelöst und durch Umkreis (lit. apylinkė) bzw. Rajon ersetzt. Seit 1962 befand sich der Umkreis im Rajon Šilutė und wurde zunächst teilweise (1963) und dann ganz (1974) an den Umkreis Pagėgiai angeschlossen. Seit 1995 gehörte Natkiškiai zum Amtsbezirk Pagėgiai und ist seit 2001 Sitz eines eigenen Amtsbezirks innerhalb der Gemeinde Pagėgiai. Als Sitz eines Amtsbezirks bekam der Ort im Jahr 2014 ein Wappen.

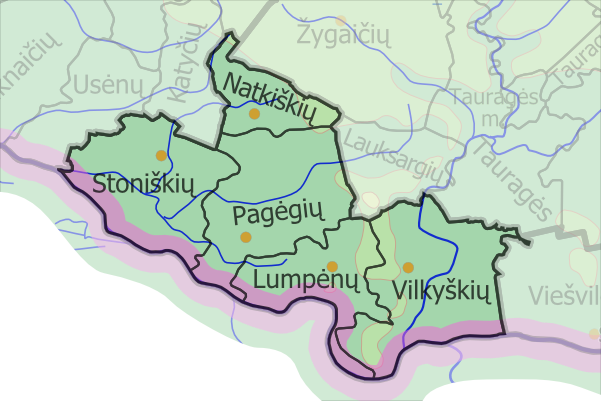
Die Lage des Amtsbezirks Natkiškiai im Norden der Gemeinde Pagėgiai

### Einwohnerentwicklung

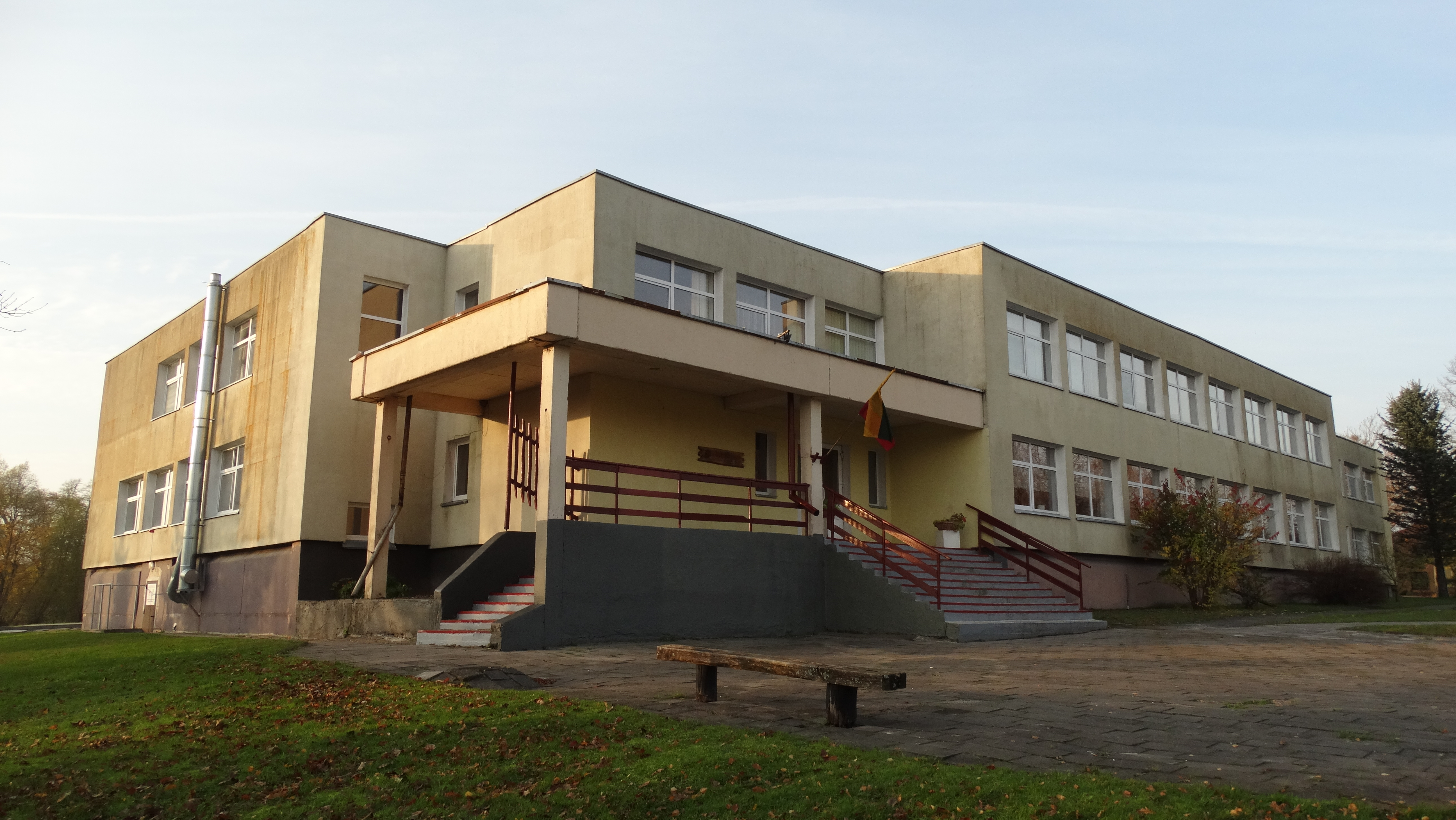
Schule Natkiškiai

| Jahr | Einwohner |
| ---- | --------- |
| 1910 | 467       |
| 1925 | 446       |
| 1959 | 305       |
| 1970 | 367       |
| 1979 | 547       |
| 1989 | 735       |
| 2001 | 724       |
| 2011 | 580       |

## Schule
In Natkiškiai gibt es eine Hauptschule, die nach dem im Jahr 1982 bei einer Hilfsaktion für eine Gebärende in einem Schneesturm umgekommenen Sanitäter Zosės Petraitienės aus Natkiškiai benannt ist.

## Amtsbezirk Natkiškiai

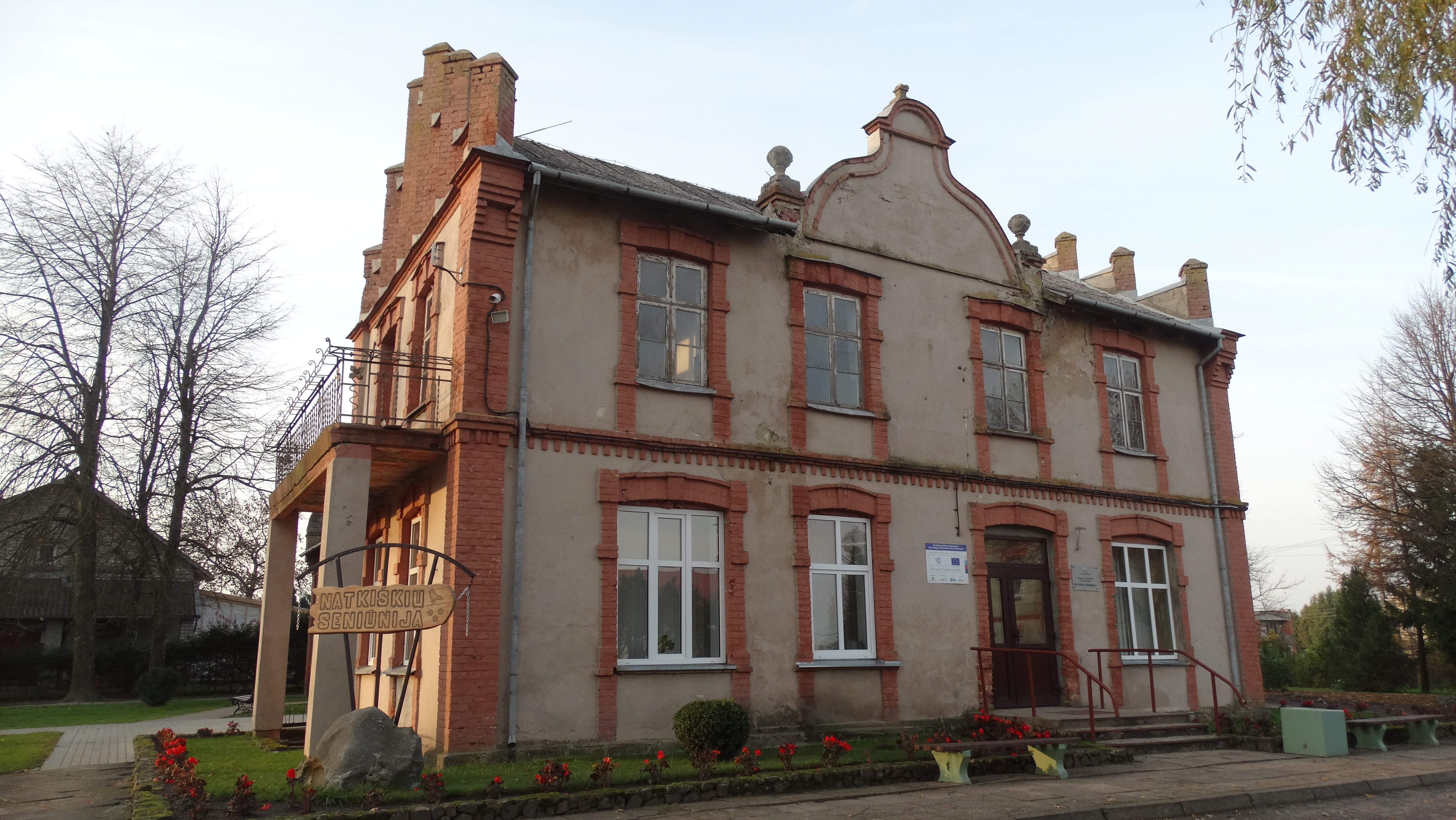
Verwaltungsgebäude des Amtsbezirks

Seit 2001 besteht die Natkiškių seniūnija, die der Gemeinde Pagėgiai zugeordnet ist. Zum Amtsbezirk gehören 13 Dörfer und vier Einsitze (lit. viensėdis) mit insgesamt 824 Einwohnern auf einer Fläche von 52,1 km². (Stand 2011). Vier von diesen Orten sind allerdings unbewohnt, sie sind in der folgenden Tabelle mit einem * bezeichnet. Zum Amtsbezirk gehören:
| Ortsname      | deutscher Name   | Status  |             | Ortsname          | deutscher Name | Status |
| ------------- | ---------------- | ------- | ----------- | ----------------- | -------------- | ------ |
| Daubarai      | Jurge-Kandscheit | Dorf    |             | Ropkojai          | Robkojen       | Dorf   |
| Endrikaičiai* | Endrikaten       | Einsitz | Sauliai     | Joseph-Grutscheit | Einsitz        |        |
| Gailiškiai*   |                  | Einsitz | Skrodliai*  | Skrodeln          | Einsitz        |        |
| Giegždai      | Jögsden          | Dorf    | Smukutė     |                   | Dorf           |        |
| Kiūpeliai     | Kiupeln          | Dorf    | Šlepai      | Schleppen         | Dorf           |        |
| Kuturiai*     | Kutturren        | Dorf    | Tamošaičiai | Thomuscheiten     | Dorf           |        |
| Minjotai      | Gallus-Wilpien   | Dorf    | Timsriai    | Timstern          | Dorf           |        |
| Natkiškiai    | Nattkischken     | Dorf    | Žemučiai    |                   | Dorf           |        |
| Pėteraičiai   | Peteraten        | Dorf    |             |                   |                |        |